# Dieter Nötzold
Dieter Nötzold (* 16. Juni 1936; † 11. Dezember 2020) war ein deutscher Fußballspieler. Für den SC Motor Karl-Marx-Stadt spielte er 1957 in der DDR-Oberliga, der höchsten Spielklasse im DDR-Fußball.

## Sportliche Laufbahn
Zur Kalenderjahr-Saison 1957 nahm der Oberligaaufsteiger SC Motor Karl-Marx-Stadt den 18-jährigen Dieter Nötzold in seinen Kader auf. Am 7. Oberligaspieltag, dem 12. Mai 1957, ließ ihn Trainer Walter Fritzsch in der Begegnung SC Motor – Motor Zwickau zum ersten Mal auflaufen. Bis zum Saisonende bestritt Nötzold insgesamt acht Oberligaspiele, in denen er einmal zum Torerfolg kam. Anschließend musste der SC Motor in die zweitklassige I. DDR-Liga absteigen, in der Nötzold 1958 22 der 26 Ligaspiele absolvierte und zwei Tore erzielte. Die Karl-Marx-Städter wurden binnen einer Spielzeit in die drittklassige II. DDR-Liga durchgereicht, schafften aber mit Nötzold sofort den Wiederaufstieg. In den beiden folgenden Spielzeiten blieb Nötzold Stammspieler der Motor-Mannschaft. Während er 1960 nur eines der 26 Ligaspiele verpasste, fehlte er in der Saison 1961/62, in der die DDR-Liga mit 39 Punktspielen zum Sommer-Frühjahr-Spielrhythmus zurückkehrte, nur bei fünf Spielen. Nach dieser Saison kehrte der SC Motor wieder in die Oberliga zurück, Nötzold aber verließ den Sportclub und kehrte nicht mehr in den DDR-weiten Fußballspielbetrieb zurück. Innerhalb von vier Spielzeiten war er auf acht Oberligaspiele (ein Tor) und 81 DDR-Liga-Spiele (zwei Tore) gekommen.